# Diamantina
Diamantina er en by og kommune i delstaten Minas Gerais i det østlige Brasilien. Hele kommunen har cirka 46.000 indbyggere hvoraf ca. 2 tredjedele bor selve byen. 
Byen blev grundlagt tidligt i 1700-tallet under navnet "Arraial do Tijuco" og har i dag en velbevaret gammel bydel i brasiliansk barokstil. Diamantinas gamle bydel blev i 1999 optaget på UNESCOs Verdensarvsliste. Som navnet antyder var byen under 1700- og 1800-tallet centrum for diamantbrydning. 